# Fillette entrant dans l'eau
Fillette entrant dans l'eau est une huile sur toile de 86 × 106 cm peinte par Joaquín Sorolla y Bastida sur la plage de Valence durant l'été de 1915, dans une période de repos de ses travaux pour l'Hispanic Society of America. Il représente une enfant, vraisemblablement sa fille Elena, entrant dans l'eau. Au fond sont représentées deux barques et des enfants jouant. La composition aux magnifiques effets chromatiques de la lumière sur le sable et la mer, est focalisée sur la plage et sur les mouvements des enfants. L'horizon n'est pas visible. Il s'agit d'une œuvre de maturité du peintre.
Le premier propriétaire du tableau a été le marchand d'art Justo Bou, qui l'a vendu à la collectionneuse et bibliophile Maria Bauza.
Il a été exposé pour la première fois en public en mai 2009. La maison Sotheby's de Londres l'a vendu aux enchères le 3 juin 2009, où il a été acquis par un collectionneur américain pour 1,9 million d'euros. Le 18 novembre 2003, une autre œuvre de Sorolla de même thématique, L'heure du bain, a atteint le prix record de 5.3 millions.